# 千葉県立大多喜高等学校
千葉県立大多喜高等学校（ちばけんりつおおたきこうとうがっこう）は、千葉県夷隅郡大多喜町にある公立高等学校。

## 概要
1900年に千葉県大多喜中学校（愛称は「だいちゅう」）として、千葉県内の県立の旧制中学校では3番目に開校した。2004年には千葉県立大多喜女子高等学校と統合した。普通科設置。愛称は「だいこう」。
校地は大多喜城天主を仰ぐ二の丸に立地し、前身の藩校明善堂は三の丸の地にあった。

## 沿革
- 1900年（明治33年） - 千葉県大多喜中学校として創立[2]
- 1926年（大正15年） - 卒業生から大多喜城薬医門が寄贈される
- 1948年（昭和23年） - 学制改革により千葉県立大多喜高等学校となる（普通科）
- 1950年（昭和25年） - 大多喜女子高等学校と統合（森宮校舎 [家庭科] 開設）
- 1963年（昭和38年） - 森宮校舎が大多喜女子高等学校として独立
- 1997年（平成9年） - 英語科を開設
- 2002年（平成14年） - 2学期制を施行
- 2004年（平成16年） - 大多喜女子高等学校と再び統合
- 2010年（平成22年） - 英語科募集停止

## アクセス
- いすみ鉄道いすみ線大多喜駅 徒歩10分

## 学校行事
- 4月 - 離任式、 入学式
- 5月 - 5月考査、生徒総会、スポーツ大会（各クラス対抗で各種球技で競う）
- 6月 - 明善祭（文化祭）、中学生体験入学
- 7月 - 7月考査、夏休み
- 8月 - 課題テスト、 勉強合宿
- 9月 - 体育大会、終業式
- 10月 - 秋休み、始業式、10月考査、2年生修学旅行（広島、京都周辺3泊4日）、生徒会選挙
- 11月 - 課題テスト、授業公開
- 12月 - 12月考査、冬休み
- 1月 - 課題テスト、特色ある入学者選抜出願
- 2月 - マラソン大会、特色ある入学者選抜、学力検査による入学者選抜出願と試験
- 3月 - 入学許可候補者発表、卒業式

## 部活動
- 運動系 - 野球、陸上競技、ソフトテニス、サッカー、バレーボール、柔道、剣道、弓道、卓球、バスケットボール
- 文化系 - 吹奏楽、マンドリン・ギター、美術、書道、茶道、生物、演劇、英語

## 著名な出身者
- 吉岡甲子郎 -東京大学名誉教授
- 稲葉襄 - 神戸大学名誉教授
- 芳野英昌 -千葉大名誉教授
- 尾本信平 - 三井金属鉱業代表取締役会長
- 安西浩 - 東京ガス会長
- 塩田武雄 - 造園家
- 岩瀬亮 - 衆議院議員
- 田中豊 - 実業家、衆議院議員
- 久松定弘 - 貴族院議員
- 東山収一郎 - 第17代海上幕僚長
- 河野密 - 衆議院議員[要出典]
- 小高丑松 -千葉県弁護士会長
- 山口吉暉 - 勝浦市長
- 山口和彦 - 勝浦市長
- 猿田寿男 - 勝浦市長
- 太田洋 - いすみ市長
- 井上宗雄 - 立教大名誉教授
- 中村幸弘 - 國學院大學名誉教授
- 佐川和茂 - 青山学院名誉教授
- 磯野史郎 -千葉大医学部教授
- 米本年邦 -東北大学教授
- 佐瀬寿一 - 音楽家
- 宇野輝雄 - 翻訳家[要出典]
- 渡辺正行 - タレント
- 石野真美 - 陸上競技選手、日本代表
- 櫻井健一 - 陸上競技選手、日本代表
- 石井久吾 - 鑑定士
- 柴崎春通 - 水彩画家、YouTuber

## 教職員
- 安積艮斎
- 大河内正敏 - 大多喜城主長男、理化学研究所所長、貴族院議員
- 手塚岸衛 - 自由ヶ丘学園創立
- 萩原恭平 - 英語科教諭、早稲田大学教授、ロンドン大学客員教授
- 渡邉包夫 - 美術教師、鑑定士

## 文化財
校内に保存されている文化財
- 大井戸（千葉県指定文化財）
- 薬医門（千葉県指定文化財）